# Pyrearinus
Pyrearinus is een geslacht van kevers uit de familie  
kniptorren (Elateridae).
Het geslacht is voor het eerst wetenschappelijk beschreven in 1975 door Costa.

## Soorten
Het geslacht omvat de volgende soorten:
- Pyrearinus acutus (Candèze, 1863)
- Pyrearinus adustus Costa, 1978
- Pyrearinus alvarengai (Cobos, 1959)
- Pyrearinus amplicollis (Candèze, 1863)
- Pyrearinus baliolus Costa, 1978
- Pyrearinus basalis (Schwarz, 1902)
- Pyrearinus brevicollis (Eschscholtz, 1829)
- Pyrearinus brunneus Costa, 1978
- Pyrearinus candelarius (Germar, 1841)
- Pyrearinus candens (Germar, 1841)
- Pyrearinus castaneus Costa, 1978
- Pyrearinus cereus Costa, 1978
- Pyrearinus cinerarius (Germar, 1841)
- Pyrearinus cinnameus Costa, 1978
- Pyrearinus coctilis Costa, 1978
- Pyrearinus commissator (Germar, 1841)
- Pyrearinus depressicollis (Blanchard, 1843)
- Pyrearinus ferrugineus Costa, 1978
- Pyrearinus flatus Costa, 1978
- Pyrearinus fragilis Costa, 1978
- Pyrearinus fulgurans (Candèze, 1865)
- Pyrearinus fulvescens Costa, 1978
- Pyrearinus fulvus Costa, 1978
- Pyrearinus gibbicollis (Blanchard, 1843)
- Pyrearinus janus (Herbst, 1806)
- Pyrearinus lampadion (Illiger, 1807)
- Pyrearinus lampyris (Candèze, 1863)
- Pyrearinus latus Costa, 1978
- Pyrearinus lineatus (Candèze, 1863)
- Pyrearinus lucernulus (Illiger, 1807)
- Pyrearinus lucidulus (Illiger, 1807)
- Pyrearinus lucificus (Germar, 1841)
- Pyrearinus luscinus Costa, 1978
- Pyrearinus micatus Costa, 1978
- Pyrearinus nictitans (Illiger, 1807)
- Pyrearinus nyctolampis (Germar, 1841)
- Pyrearinus nyctophilus (Germar, 1841)
- Pyrearinus pumilus (Candèze, 1863)
- Pyrearinus pusillus Costa, 1978
- Pyrearinus retrospiciens (Illiger, 1807)
- Pyrearinus ruscus Costa, 1978
- Pyrearinus scintillula (Candèze, 1881)
- Pyrearinus termitilluminans Costa, 1982
- Pyrearinus vesculus Costa, 1978
- Pyrearinus vescus Costa, 1978
- Pyrearinus vitticollis (Germar, 1841)